# Plebiscit nacional de Xile de 1980
El plebiscit nacional de Xile de 1980 va ser un referèndum realitzat en Xile, el dijous 11 de setembre de 1980, pel qual es va aprovar la Constitució Política de Xile de 1980.
El resultat oficial va ser de 4.204.879 vots per l'opció «Sí» (67,04%) i 1.893.420 vots per l'opció «No» (30,19%).

## Antecedents
En la convocatòria, realitzada mitjançant el Decret Llei 3465 publicat al Diari Oficial del 12 d'agost de 1980, van tenir dret a votar els xilens majors de 18 anys, incloent els analfabets i invidents, i els estrangers majors de 18 anys que tinguessin residència legal en Xile, la qual s'acreditava mitjançant la respectiva cèdula d'identitat d'estrangeria. La participació va ser obligatòria, llevat els que es trobaven impedits físicament o mentalment, o privats de llibertat en establiments penitenciaris o en presons.
Per a exercir el dret a vot es va exigir com a únic document la cèdula d'identitat expedida pel Servei de Registre Civil i Identificació, qualsevol que fos la seva data de venciment. Al moment d'emetre el sufragi, un integrant de la mesa receptora de sufragis li pegava un segell adhesiu a la cèdula d'identidad..

## La campanya

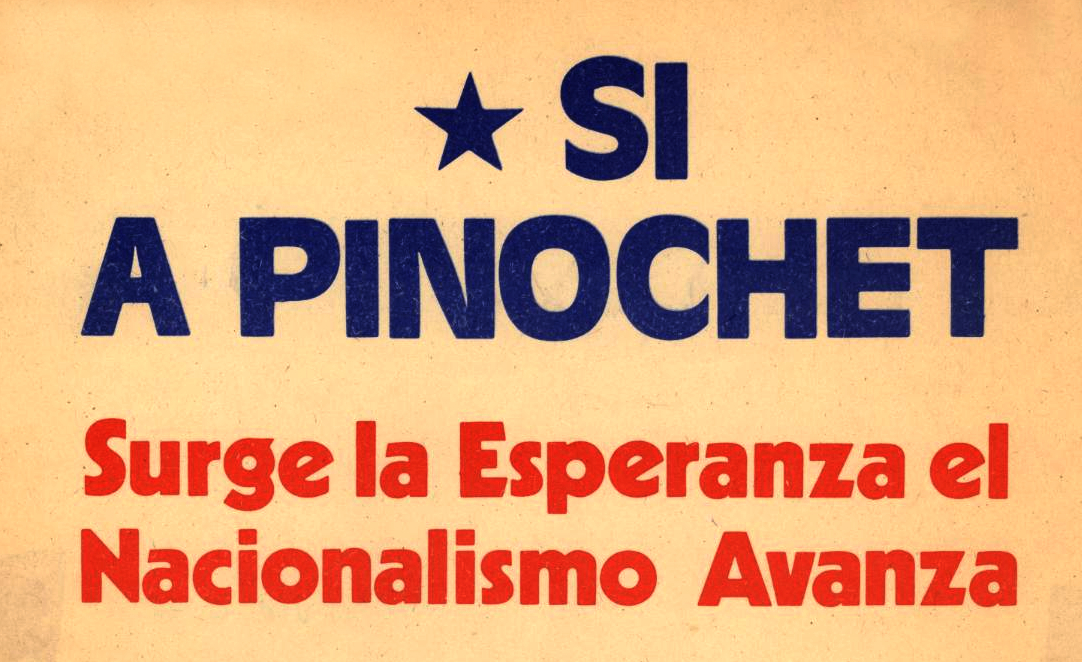
Pamflet de suport a l'opció «Sí»

La campanya es va donar en una situació bastant irregular. Mentre que el Govern, a més dels clàssics cartells, usats per ambdós bàndols, cridant a la ciutadania a votar per l'opció «Sí», va utilitzar breus anuncis en televisió, de no més d'un minut, per a promoure el vot afirmatiu en el plebiscit. L'oposició, liderada per aquesta finalitat per l'expresident Eduardo Frei Montalva, només va poder realitzar petites manifestacions en la via pública, sense accés a la televisió, i amb un limitat accés a la ràdio. La Junta Militar va basar la seva campanya fonamentalment en l'exaltació dels valors patriòtics, així com en la recuperació econòmica que vivia el país des de l'arribada dels militars al poder. En canvi, l'oposició acusava d'abusos al comandament militar, demanant al país a votar «No», i amb això aconseguir eleccions presidencials obertes breument.

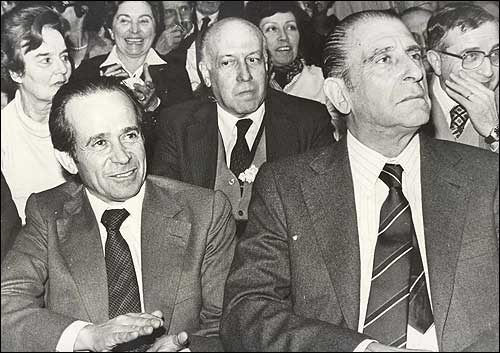
Eduardo Frei Montalva al costat d'Andrés Zaldívar durant el «Caupolicanazo»

La manifestació opositora més important va ser l'anomenat «Caupolicanazo», un esdeveniment multitudinari realitzat en el Teatre Caupolicán de Santiago el 27 d'agost de 1980, que va constituir la primera manifestació opositora, en forma, durant el règim militar xilè. El principal orador de la jornada va ser Eduardo Frei Montalva, qui va fer una crida a noves eleccions, obertes, en discordança amb el proposat per la Junta Militar. El missatge va ser transmès per Ràdio Cooperativa. Com a contestació, el general Pinochet va donar l'endemà un multitudinari discurs als carrers del centre de Santiago, transmès a tot el país.
L'1 de setembre, el diari La Segunda va publicar una enquesta de l'empresa Gallup que li donava a l'opció «Sí» el 50,7% de les preferències.
El símbol de la campanya del «Sí» era un estel de cinc puntes, que també va aparèixer en el vot enfront d'aquesta opció. El «No» va ser representat en el vot per un cercle.

## Els resultats
Els resultats proporcionats pel Col·legi Escrutador Nacional el 15 d'octubre de 1980 van ser els següents:
| Opció                        | Vots      | %      |
| ---------------------------- | --------- | ------ |
| Vot «Sí»                     | 4 121 067 | 65,71% |
| Vots en blanc                | 83 812    | 1,34%  |
| Total «Sí»                   | 4 204 879 | 67,04% |
| Vot «No»                     | 1 893 420 | 30,19% |
| Vots nuls                    | 173 569   | 2,77%  |
| Total de vots emesos         | 6 271 868 | 100%   |
| Font: Silva Bascuñán (1997). |           |        |

1. ↑  Sobre el total de vots emesos.
2. ↑  Els vots blancs es van comptabilitzar a favor de l'opció Sí.

### Per meses d'homes i dones
| Opció                        | Vots      | Vots    | Vots      | Vots    |
| Opció                        | Homes     | %       | Dones     | %       |
| ---------------------------- | --------- | ------- | --------- | ------- |
| Vot «Sí»                     | 1 878 995 | 61,02 % | 2 242 072 | 70,23 % |
| Vots en blanc                | 45 543    | 1,48 %  | 38 269    | 1,20 %  |
| Total «Sí»                   | 1 924 538 | 62,50 % | 2 280 341 | 71,43 % |
| Vot «No»                     | 1 072 264 | 34,82 % | 821 156   | 25,72 % |
| Vots nuls                    | 82 674    | 2,68 %  | 90 895    | 2,85 %  |
| Total de vots vàlids         | 3 079 476 | 49,10 % | 3 192 392 | 50,90 % |
| Font: Silva Bascuñán (1997). |           |         |           |         |

## Conseqüències

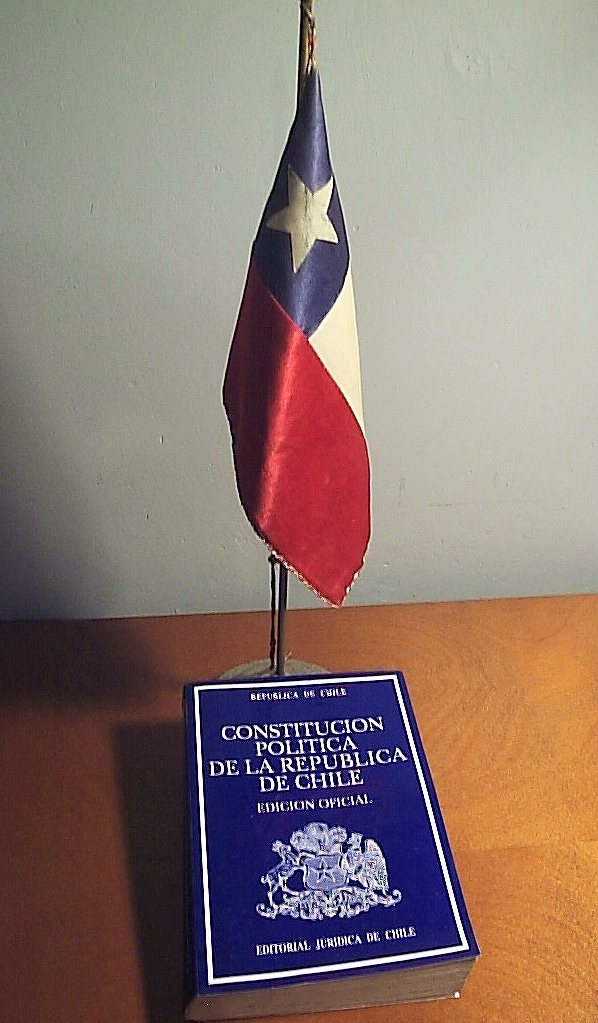
Bandera i Constitució de la República de Xile

Amb els resultats del plebiscit, es va donar com aprovada la Constitució de 1980, i es va confirmar en el càrrec de president a Augusto Pinochet fins a l'11 de març de 1989 (en virtut de la disposició transitòria 14a del mateix text constitucional).
No obstant això, aquests resultats van ser criticats per l'oposició política, encapçalada per l'exsenador Patricio Aylwin, més altres 46 persones, argumentant que aquest no havia comptat amb registres electorals i que només s'havia controlat el vot amb una marca de tinta indeleble al dit polze que sortia ràpidament. Aquestes crítiques van ser rebutjades pel Col·legi Escrutador Nacional (format pel contralor general de la República de Xile, Osvaldo Iturriaga; el ministre de la Cort d'Apel·lacions de Santiago, Arnoldo Dreyse; i el secretari de la Cort Suprema, René Pica) i el text va ser promulgat el 21 d'octubre de 1980.
En Antofagasta, l'exdiputat i exalcalde Juan Floreal Recabarren va denunciar la possibilitat de votar nombroses vegades al retirar el segell adhesiu de la seva cèdula d' identitat (lliurada quan va sufragar per primera vegada aquell dia) i netejant el seu dit polze de la tinta indeleble, sent posteriorment detingut per les autoritats.
La nova constitució va començar a regir el dimecres 11 de març de 1981. Des d'aquesta data es va iniciar un període transitori de 8 anys durant el qual el general Augusto Pinochet s'exerciria com a Presidente de la República, i la Junta de Govern exerciria el poder constituent (subjecte a referéndum) i legislatiu.
La netedat de l'acte electoral i el seu resultat van ser fortament criticats per sectors de l'oposició, i per això la legitimitat de la constitució va ser qüestionada. Posteriors processos de reforma (la de 1989, consensuada pel govern, la dreta i l'oposició i aprovada mitjançant el plebiscit de 1989, i la reforma de 2005, consensuada per tots els sectors polítics al Congrés) van servir per legitimar políticament la constitució.